# Chiesa di Vilppula
La chiesa di Vilppula (Vilppulan kirkko in finlandese) è una chiesa luterana di stile art nouveau situata presso Vilppula in Finlandia.

## Storia
La chiesa venne eretta tra il 1891 e il 1900 secondo il progetto dell'architetto finlandese Georg Schreck, venendo consacrata il 14 settembre del 1900 dal vescovo Herman Rågberg della diocesi di Porvoo. Venne successivamente restaurata nel 1914, nel 1929 e nel 1954.

## Descrizione
Realizzata in legno, la chiesa presenta una pianta allungata di forma rettagolare. Le grandi finestre che riempiono le facciate sono di ispirazione neogotica mentre le panche messe a disposizione dei fedeli sono riprendono gli stilemi dello Jugendstil. I tessuti furono invece disegnati dall'artista Tellervo Strömmer, e la pala d'altare dipinta da Pekka Halonen nel 1914.
Di fianco alla chiesa trova spazio un piccolo cimitero. La chiesa può accogliere fino a un massimo di 700 persone.

## Galleria d'immagini

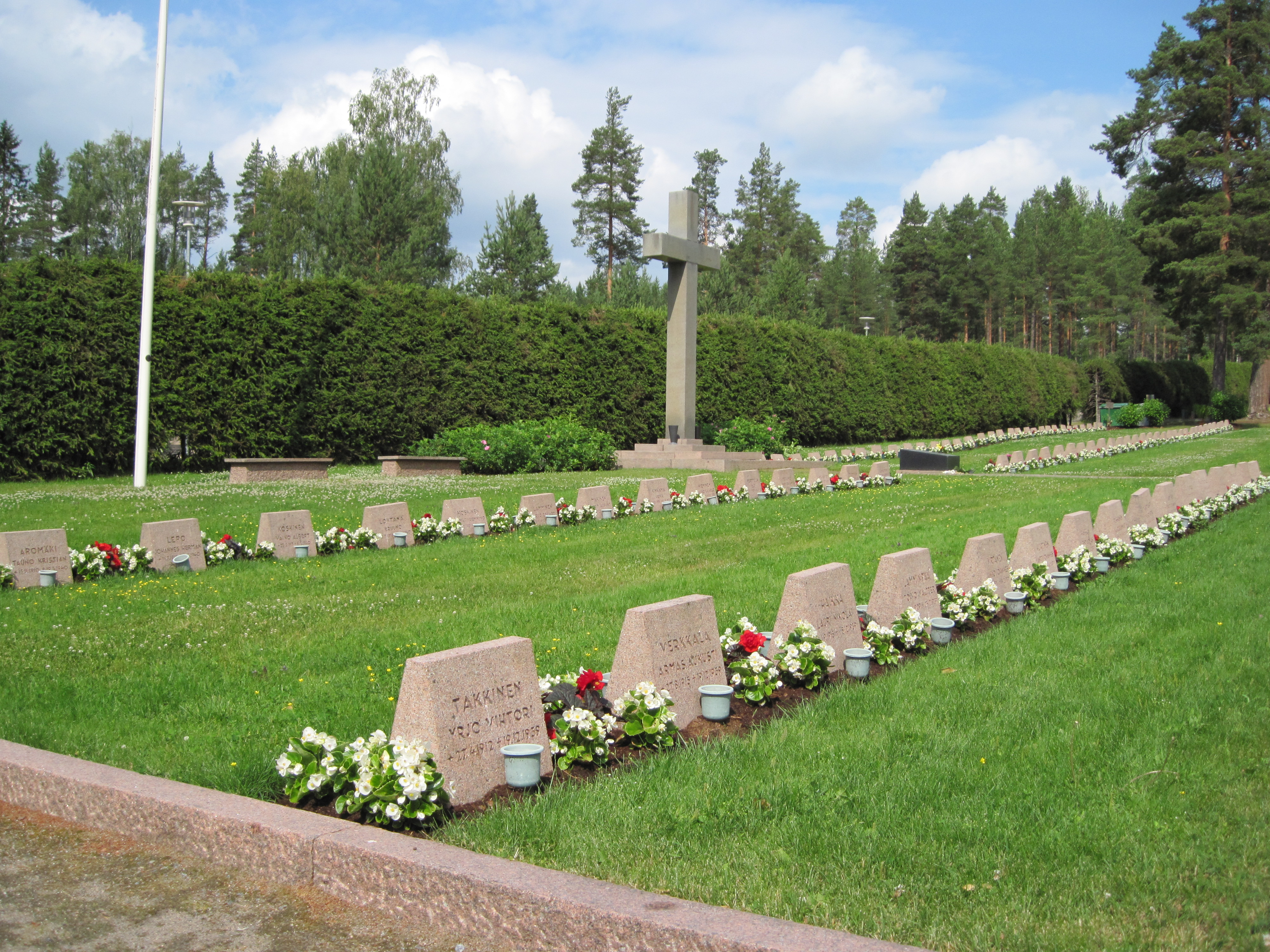
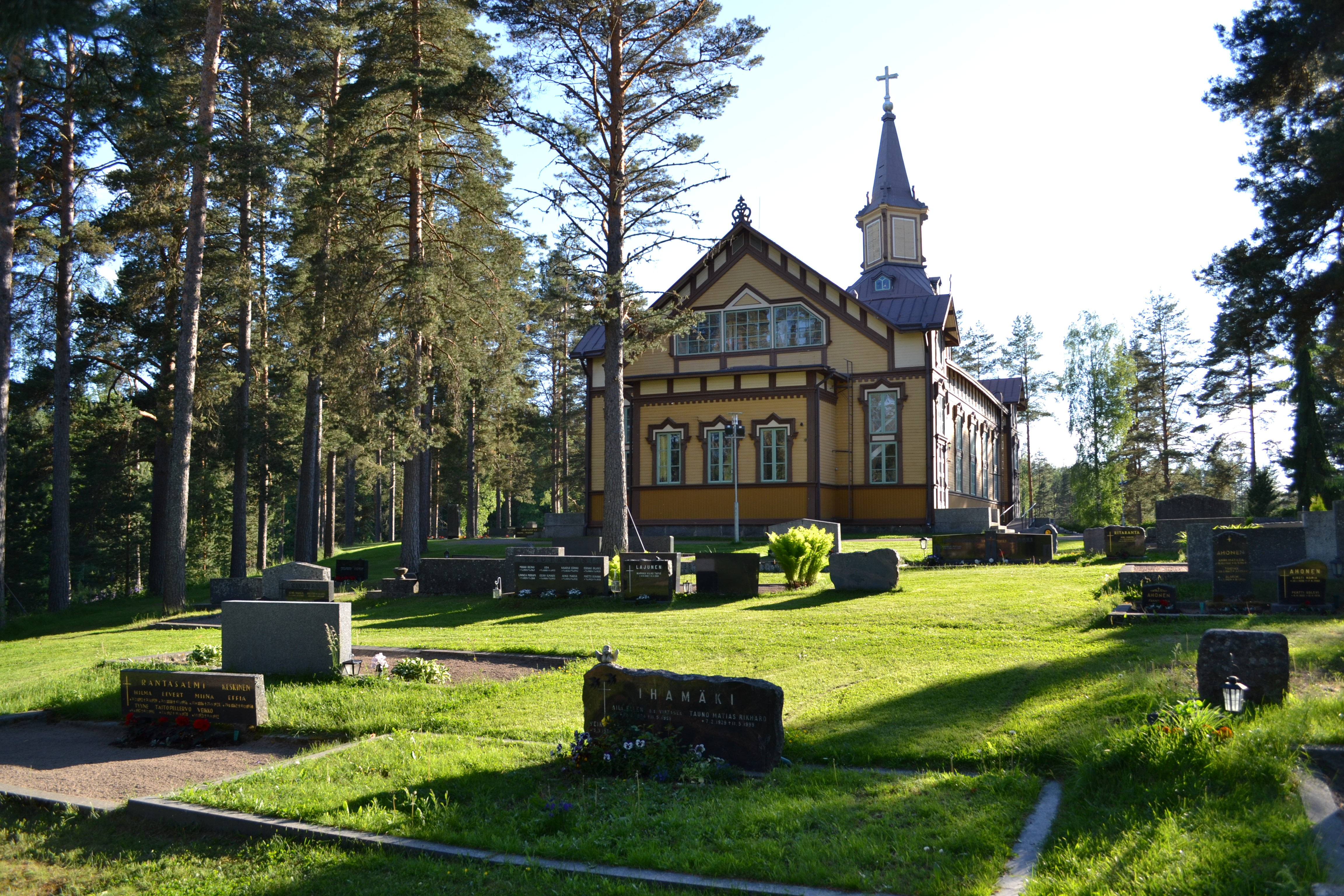
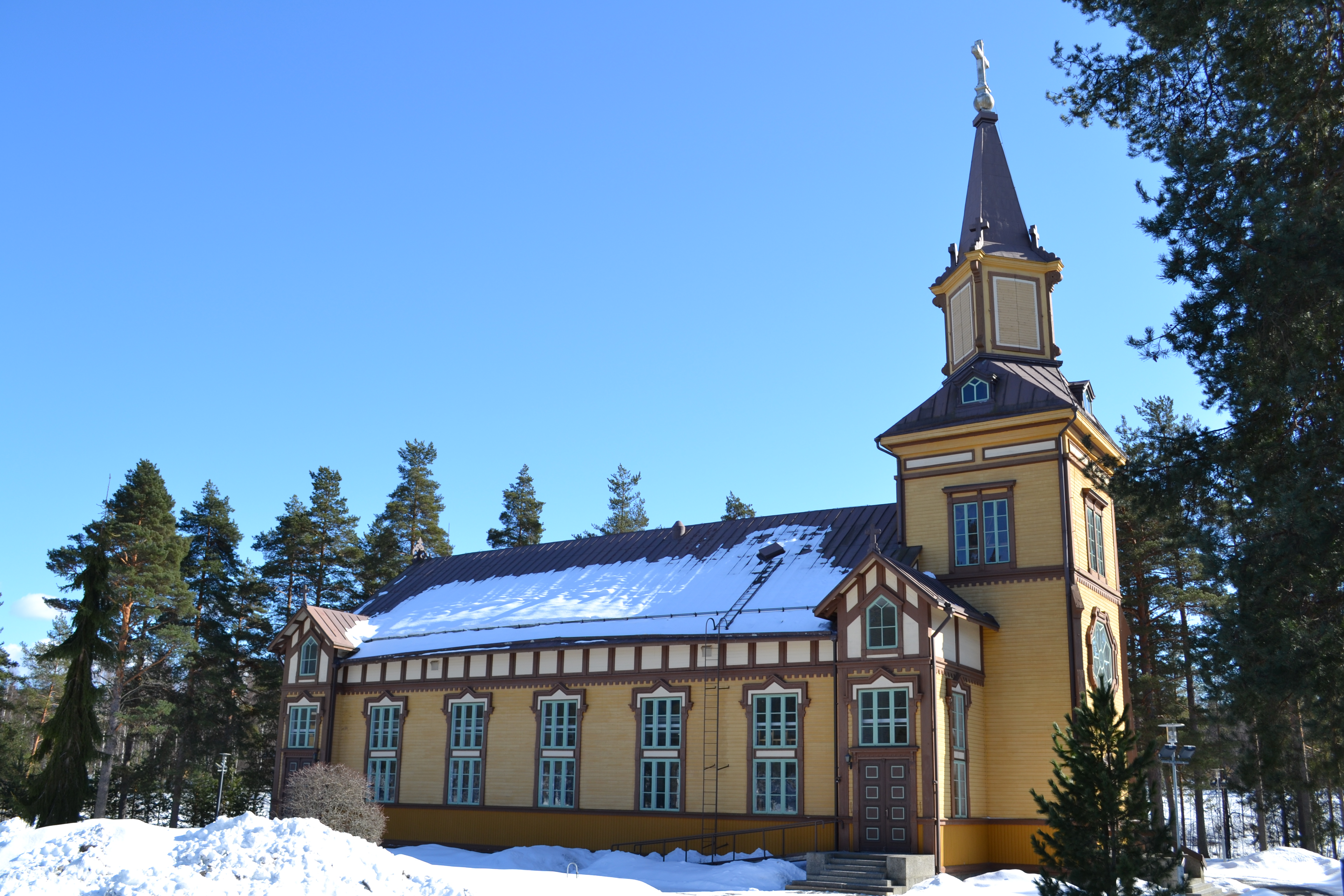